# Liste der Bodendenkmäler in Burgkunstadt
Auf dieser Seite sind die Bodendenkmäler in der oberfränkischen Stadt Burgkunstadt zusammengestellt. Diese Tabelle ist eine Teilliste der Liste der Bodendenkmäler in Bayern. Grundlage ist die Bayerische Denkmalliste, die auf Basis des Bayerischen Denkmalschutzgesetzes vom 1. Oktober 1973 erstmals erstellt wurde und seither durch das Bayerische Landesamt für Denkmalpflege geführt wird. Die folgenden Angaben ersetzen nicht die rechtsverbindliche Auskunft der Denkmalschutzbehörde.

## Bodendenkmäler in Burgkunstadt
| Lage       | Objekt | Akten-Nr.     | Bild |
| ---------- | --- | ------------- | ---- |
| (Standort) | Turmhügel des Mittelalters. | D-4-5833-0007 |      |
| (Standort) | Siedlung vorgeschichtlicher Zeitstellung. | D-4-5833-0008 |      |
| (Standort) | Karolingisch-ottonische Burganlage mit hoch- und spätmittelalterlichen sowie frühneuzeitlichen Um- und Ausbauphasen sowie karolingisch-ottonische Reihengräber.                                                                                       | D-4-5833-0010 |      |
| (Standort) | Freilandstation des Mesolithikums. | D-4-5833-0014 |      |
| (Standort) | Freilandstation des Mesolithikums. | D-4-5833-0015 |      |
| (Standort) | Freilandstation des Mesolithikums und Siedlung der Hallstattzeit. | D-4-5833-0032 |      |
| (Standort) | Siedlung der Urnenfelderzeit. | D-4-5833-0076 |      |
| (Standort) | Archäologische Befunde des Mittelalters und der frühen Neuzeit im Bereich des ehemals befestigten Stadtkerns von Burgkunstadt. | D-4-5833-0159 |      |
| (Standort) | Archäologische Befunde im Bereich der im Kern mittelalterlichen, in der frühen Neuzeit erweiterten katholischen Stadtpfarrkirche St. Heinrich und Kunigunde von Burgkunstadt.                                                                         | D-4-5833-0160 |      |
| (Standort) | Archäologische Befunde im Bereich der spätmittelalterlichen und frühneuzeitlichen Vorstädte von Burgkunstadt. | D-4-5833-0161 |      |
| (Standort) | Archäologische Befunde im Bereich der frühneuzeitlichen katholischen Fünfwundenkapelle bei Burgkunstadt mit spätmittelalterlichem Vorgängerbau. | D-4-5833-0162 |      |
| (Standort) | Archäologische Befunde im Bereich der spätmittelalterlichen katholischen Marienklausenkapelle in burgkunstadt. | D-4-5833-0163 |      |
| (Standort) | Archäologische Befunde im Bereich des im Kern mittelalterlichen, mehrfach zerstörten und wiederaufgebauten frühneuzeitlichen Schlosses in Ebneth mit mittelalterlichem Vorgängerbau sowie spätmittelalterlichem und frühneuzeitlichem Wirtschaftshof. | D-4-5833-0166 |      |
| (Standort) | Archäologische Befunde im Bereich des in der frühen Neuzeit über spätmittelalterlichem Kern errichteten Schlosses in Wildenroth mit ehemaligen Wirtschaftsgebäuden.                                                                                   | D-4-5833-0168 |      |
| (Standort) | Archäologische Befunde im Bereich des mittelalterlichen und frühneuzeitlichen Vorgängerbaues der modernen katholischen Pfarrkirche Mariä Himmelfahrt von Kirchlein.                                                                                   | D-4-5833-0171 |      |
| (Standort) | Archäologische Befunde im Bereich der frühneuzeitlichen katholischen Pfarrkirche St. Michael von Mainroth mit mittelalterlichem Vorgängerbau und Körpergräbern.                                                                                       | D-4-5833-0175 |      |
| (Standort) | Archäologische Befunde im Bereich der früh- bis hochmittelalterlichen sowie der spätmittelalterlichen Burg- und Stadtbefestigungen von Burgkunstadt.                                                                                                  | D-4-5833-0180 |      |
| (Standort) | Siedlung des Neolithikums. | D-4-5834-0069 |      |
| (Standort) | Freilandstation des Mesolithikums und Siedlung des Jung- bis Endneolithikums. | D-4-5834-0071 |      |
| (Standort) | Freilandstation des Mesolithikums und Siedlung der Urnenfelderzeit. | D-4-5834-0072 |      |
| (Standort) | Archäologische Befunde im Bereich der mittelalterlichen, in der frühen Neuzeit erneuerten evangelisch-lutherischen Pfarrkirche von Gärtenroth mit ehemals ummauertem Kirchhof.                                                                        | D-4-5834-0149 |      |